# Udo Breitbach
Udo Breitbach (ur. 13 lipca 1960 w Neuwied) – niemiecki duchowny katolicki, w latach 2012–2023 podsekretarz Kongregacji ds. Biskupów.

## Życiorys
28 czerwca 1986 otrzymał święcenia kapłańskie i został inkardynowany do diecezji trewirskiej. 
25 stycznia 2012 został mianowany przez Benedykta XVI podsekretarzem Kongregacji ds. Biskupów, zastępując na tym stanowisku ks. Giovanni Marię Rossiego. W 2023 został mianowany przez Franciszka protonotariuszem apostolskim supra numerum.